# 季源
季源（1450年—1499年），字本清，江西南昌府進賢縣人，明朝政治人物。

## 生平
成化十六年（1480年）庚子科江西鄉試第一名舉人。成化二十三年（1487年）中式丁未科會試第三百二十六名，二甲第三名進士。本年十一月授刑科給事中，查盘两广边粮，弘治五年（1492年）十一月升本科右，巡视光禄、太常二寺，七年七月升本科左，八年三月升吏科都，十一年八月升太常寺少卿，未几丁祖父忧归，十二年六月卒于家，赐祭葬如例。

## 家族
曾祖季宗文；祖父季廷傑；父季時春。母李氏。